# Stojan Gjuroski
Stojan Gjuroski (en macédonien : Стојан Ѓуроски), né le 6 novembre 1991 à Gostivar (Macédoine du Nord), est un joueur international macédonien de basket-ball. Il évolue au poste d'ailier fort.

## Clubs successifs
- 2014-2015 :  Levski Sofia (NBL)
- 2015-2016 : 
  -  Rabotnički Skopje (Superleague)
  -  KK Kožuv (Superleague)
- 2016-2017 :  MZT Skopje (Superleague)
- 2017-2018 :
  -  Karpoš Sokoli (Superleague)
  -  KK Blokotehna (Superleague)
- 2018-2019 :
  -  CB Huesca (LEB Oro)
  -  Club Melilla Baloncesto (LEB Oro) playoffs
- 2019-2020 :  ALM Évreux Basket (Pro B)
- 2020-2021 :  Fundación Lucentum (en) (LEB Oro)
- 2021-2022 :  KK Pelister (Superleague)
- Depuis 2022 :  Club Ourense Baloncesto (LEB Oro)

## Palmarès
- Championnat de Macédoine : 
  - Vainqueur : 2017.
- Coupe de Macédoine :
  - Vainqueur : 2017.